# Fogo Cruzado (aplicativo)
O Fogo Cruzado é um aplicativo que reúne dados colaborativos sobre tiroteios e disparos de arma de fogo. O aplicativo desenvolveu-se de modo a tornar-se um instituto de dados sobre violência armada que não apenas recebe os dados, mas disponibiliza informações, relatórios e análises sobre tiroteios e suas implicações na sociedade através de um banco de dados.
O aplicativo foi lançado em julho de 2016 pela Anistia Internacional, inicialmente para mapear e contabilizar tiroteios na Região Metropolitana do Rio de Janeiro. Em 2018 passou a cobrir também a Região Metropolitana do Recife, oferecendo alertas e informações aos usuários em tempo real. Desde 2022, passou a mapear também a Região Metropolitana de Salvador e em 2023, passou a mapear a Região Metropolitana de Belém.

## Política
A partir de dados coletados do aplicativo Fogo Cruzado, do Disque Denúncia e do serviço 190 da Polícia Militar, o Instituto de Segurança Pública do Rio de Janeiro está desenvolvendo um estudo sobre a incidência tiroteios no estado do Rio de Janeiro.
Dados do Fogo Cruzado sobre tiroteios em áreas escolares serviram de base para o Projeto de Lei nº 1.103/2018, de autoria do vereador Junior da Lucinha (MDB). De acordo com a proposta, aprovada, diretores de escolas poderão suspender as aulas durante tiroteios para que não haja risco à integridade dos alunos, professores e funcionários. O projeto de Lei foi sancionado pelo Prefeito Marcelo Crivella, e a Lei Nº 6.609 passou a vigorar na cidade do Rio de Janeiro.
Dados do aplicativo também ajudaram embasar uma Ação Civil Pública (ACP) movida pela Defensoria Pública do Estado do Rio de Janeiro (DPRJ) em fevereiro de 2020, a qual pedia à Justiça a proibição de operações policiais no entorno das creches e escolas públicas estaduais e municipais.
Em abril de 2021, a diretora-executiva do Fogo Cruzado Cecília Olliveira participou de uma audiência pública sobre a ADPF 635, conhecida como ADPF das Favelas, que reuniu 66 participações como de amici curiae nos dias 16 e 19, no STF. O objetivo era coletar informações que subsidiem um plano de redução da letalidade policial no estado do Rio de Janeiro, incluindo a proibição das operações policiais durante a pandemia.
No mês seguinte, o ministro Edson Fachin, do Supremo Tribunal Federal (STF), encaminhou à Procuradoria-Geral da República ofício e vídeos recebidos em seu gabinete que apontavam violação de decisão da Corte durante operação policial realizada no dia 6 de maio de 2021, na Favela do Jacarezinho, que resultou em mais de 20 mortes. Os documentos foram apresentados ao ministro pelo Núcleo de Assessoria Jurídica Universitária Popular Luiza Mahin, um projeto de extensão da Universidade Federal do Rio de Janeiro que atua na área da defesa dos direitos e garantias constitucionais. A petição do núcleo universitário apresenta levantamento do Fogo Cruzado e do Grupo de Estudos dos Novos Ilegalismos (Geni), da Universidade Federal Fluminense.
Também em 2021, o Fogo Cruzado e a Marco Zero conteúdo promoveram juntos um curso de formação em jornalismo de dados para jovens pernambucanos. 5 jornalistas ganharam bolsas para escreverem reportagens sobre seus territórios que foram publicadas no início de 2022. A reportagem publicada por Rafael Negrão sobre os homicídios de jovens em Cabo de Santo Agostinho promoveu resultados concretos na política municipal. O prefeito convocou todos os secretários a darem explicações sobre a grave situação enfrentada pelo município e determinou a imediata reativação do Conselho de Juventude do Município.
Em outubro de 2023, após pouco mais de 1 ano de atuação do Fogo Cruzado na Bahia, a Secretaria de Segurança Pública do Estado da Bahia realizou o Workshop – (Re)Alinhando Dados para a Promoção da Paz e de Políticas de Segurança e Prevenção à Violência na Bahia. A iniciativa foi fruto de uma construção coletiva entre a Superintendência de Prevenção à Violência da SSP, o Instituto Fogo Cruzado e a Iniciativa Negra por uma Nova Política sobre Drogas. O objetivo era aumentar o diálogo entre o governo e a sociedade civil para enfrentar a grave crise de segurança enfrentada pelo estado, bem como auxiliar o estado a qualificar sua incipiente e criticada produção de dados a partir dos subsídios e metodologias desenvolvidos pela sociedade civil.

## Prêmios

### 1. 18º Prêmio Innovare – 2021
O Fogo Cruzado foi a organização homenageada e ficou em segundo lugar na 18ª edição do Prêmio Innovare, na categoria Justiça e Cidadania. O Prêmio tem como objetivo o reconhecimento e a disseminação de práticas transformadoras que se desenvolvem no interior do sistema de Justiça do Brasil, independentemente de alterações legislativas. 

### 2. VIII Prêmio República de Valorização do Ministério Público Federal – 2020
O Fogo Cruzado ficou em terceiro lugar no VIII Prêmio República de Valorização do Ministério Público Federal, que aconteceu em 2020. A plataforma Fogo Cruzado concorria com mais 2 projetos na categoria Responsabilidade Social, que tinha entre os temas a "Participação Comunitária", que visa premiar projetos da sociedade civil que tenham os mesmos valores do Ministério Público Federal de valorização dos Direitos Humanos. Ao todo, foram 142 trabalhos inscritos, dos quais 39 projetos foram finalistas entre as 13 categorias da premiação.

### 3. Sigma Data Journalism Awards – 2020
A API do Fogo Cruzado foi finalista do Sigma Data Journalism Awards 2020, na categoria “Dados Abertos”, que busca premiar o projeto que “melhor reflete o compromisso de tornar os dados abertos, acessíveis e relevantes para outros jornalistas, pesquisadores e/ou o público em geral”. O Prêmio celebra o melhor do jornalismo de dados no mundo e contou com 510 projetos inscritos de 66 países que foram avaliados por um pré-júri composto por 10 especialistas de todo o mundo. Para as 6 categorias da premiação, foram selecionados 82 trabalhos de 31 países.

### 4. Atlas Da Inovação Para A Estabilidade Econômica – 2018
O Fogo Cruzado foi um dos destaques como uma das iniciativas mais inovadoras do mundo na publicação “Atlas da Inovação para a Estabilidade Econômica”, da FHI 360 (A Ciência de Melhorar Vidas), financiado pela Rockefeller Foundation, nos EUA. Ao todo foram listadas 63 iniciativas que usam tecnologia e dados como ferramentas que promovem estabilidade para pessoas, comunidades e países.

### 5. Prêmio Amaerj Patrícia Acioli De Direitos Humanos – 2018
O Fogo Cruzado conquistou o terceiro lugar no 7° Prêmio Amaerj Patrícia Acioli de Direitos Humanos, na categoria “Práticas Humanísticas”, que visa contemplar “cidadãos e entidades que se destacam pela criação, planejamento, implementação e institucionalização de práticas voltadas para os Direitos Humanos e Cidadania”.

### 6. Shutleworth Foundation – 2018
Em junho de 2018, a idealizadora do Fogo Cruzado, Cecília Olliveira, que também é editora contribuinte no The Intercept Brasil, recebeu um prêmio da Shuttleworth Foundation devido ao seu trabalho com a plataforma e aplicativo, um projeto de data-jornalismo que produz e analisa informações sobre violência armada na região metropolitana do Rio e Recife. Achal Prabhala, "fellow" da instituição, que trabalha para aumentar o acesso a medicamentos vitais, alterando leis de propriedade intelectual, a nomeou em reconhecimento ao trabalho que é feito atualmente: criando uma base dados inédita, aliada a alertas em tempo real que reportam tiroteios/disparos de arma de fogo e operações policiais com potenciais disparos, o que pode, literalmente, poupar vidas.

## Projetos especiais

### Plataforma Futuro Exterminado
Lançada em 2023, na plataforma Futuro Exterminado é possível consultar as informações sobre cada criança e adolescente que foi vítima de violência armada na Região Metropolita do Rio de Janeiro desde julho de 2016. 
O mapa interativo lançado recebe atualizações periódicas, tanto dos dados gerais quanto das informações das vítimas. 

### Site Estado Letal
Também em 2023 foi lançado o projeto Estado Letal, um site onde é possível consultar dados sobre cada chacina policial ocorrida entre agosto de 2016 e julho de 2023, filtrando por localidade, bairro, município, região, número de mortos, unidades policiais envolvidas, entre outros dados. Há também uma seção com reportagens sobre as 18 Operações Vingança registradas. No levantamento, feito com base nos dados mapeados pelo próprio Instituto, foi identificado que em 7 anos, 283 operações policiais na Região Metropolitana do Rio terminaram com 1.137 civis mortos em chacinas - que são eventos em que 3 ou mais civis são mortos a tiros em uma mesma situação.
Entre as chacinas policiais mapeadas no site está a Chacina do Jacarezinho, ocorrida em 6 de maio de 2021 e que terminou com mais de 20 mortos, entre eles um policial em uma operação da Polícia Civil, sendo a operação policial mais letal ocorrida no Rio de Janeiro.

### Mapa Histórico dos Grupos Armados do Rio de Janeiro
Em 2022, o Instituto Fogo Cruzado, em parceria com o Grupo de Estudos dos Novos Ilegalismos, da Universidade Federal Fluminense, lançou o Mapa Histórico dos Grupos Armados, um mapa que acompanha o crescimento da milícia e das facções do Rio de Janeiro entre 2006 e 2021. Para este levantamento, foram analisadas mais de 689.933 mil denúncias coletadas através do portal do Disque Denúncia que mencionavam milícias ou tráfico de drogas entre 2006 e 2021, que permitiram traçar o movimento histórico de domínio de facções e milícias, sobre mais de 13.308 sub-bairros, favelas e conjuntos habitacionais da região metropolitana do Rio de Janeiro.